# Spermacoce bequaertii
Spermacoce bequaertii là một loài thực vật có hoa trong họ Thiến thảo. Loài này được (De Wild.) Verdc. miêu tả khoa học đầu tiên năm 1975.